# Храм Венери і Роми
Храм Венери і Роми (лат. Templum Veneris et Romae, італ. Tempio di Venere e Roma) — колись найбільша релігійна споруда Стародавнього Риму.

## Історія
Споруда займало всю територію від базиліки Максенція і аж до долини Колізею, і було зведено на постаменті завдовжки 145 м і завширшки 100 м. Храм був побудований за імператора Адріана у 121–137 роках, на тому місці, де колись розташовувався портик Золотого дому Нерона. Храм займав центральну частину портика: він був побудований з двох целл, одна навпроти іншої, із загальною внутрішньої стіною.
Целла, що виходила до форуму, була присвячена богині міста Риму — Ромі, інша присвячена богині Венері. Після пожежі Максенцій перебудував інтер'єр у 307 роках: дві абсиди були висічені в задній частині целлу, де розмістили статуї богинь, бокові стіни з порфіровими колонами обрамляли ніші для статуй. Підлога була викладена геометричною мозаїкою з кольорового мармуру. Східна целла збереглася до наших днів краще за все, тому що вона довгий час була частиною церкви Санта Франческа Романа.

## Галерея

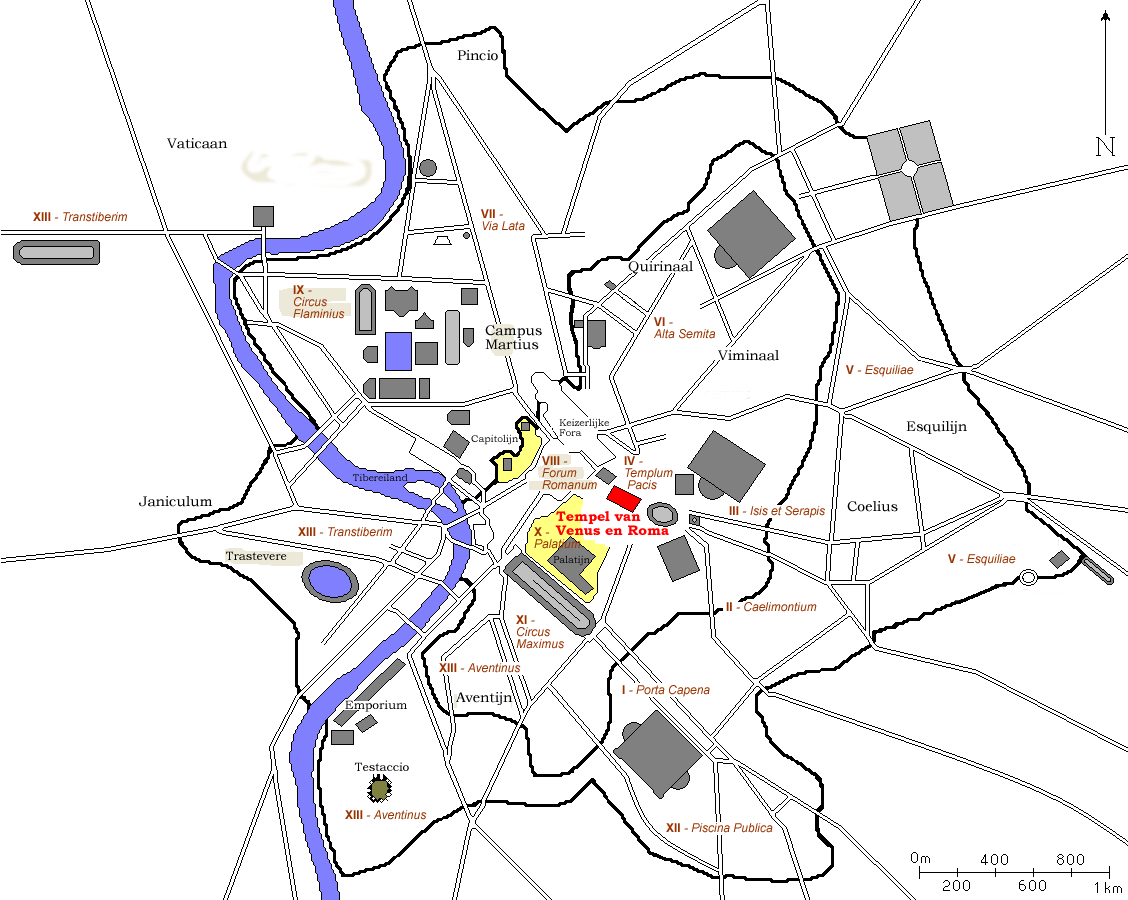
Позначення храму на мапі Риму
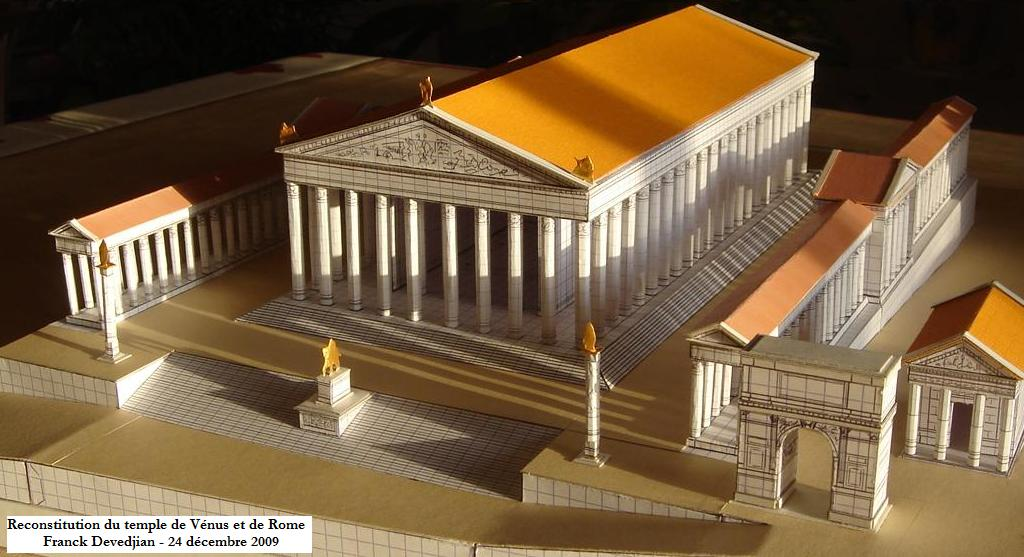
Реконструкція
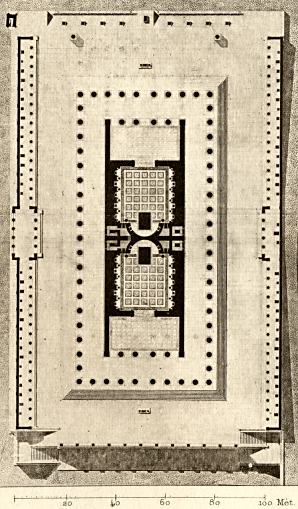
План
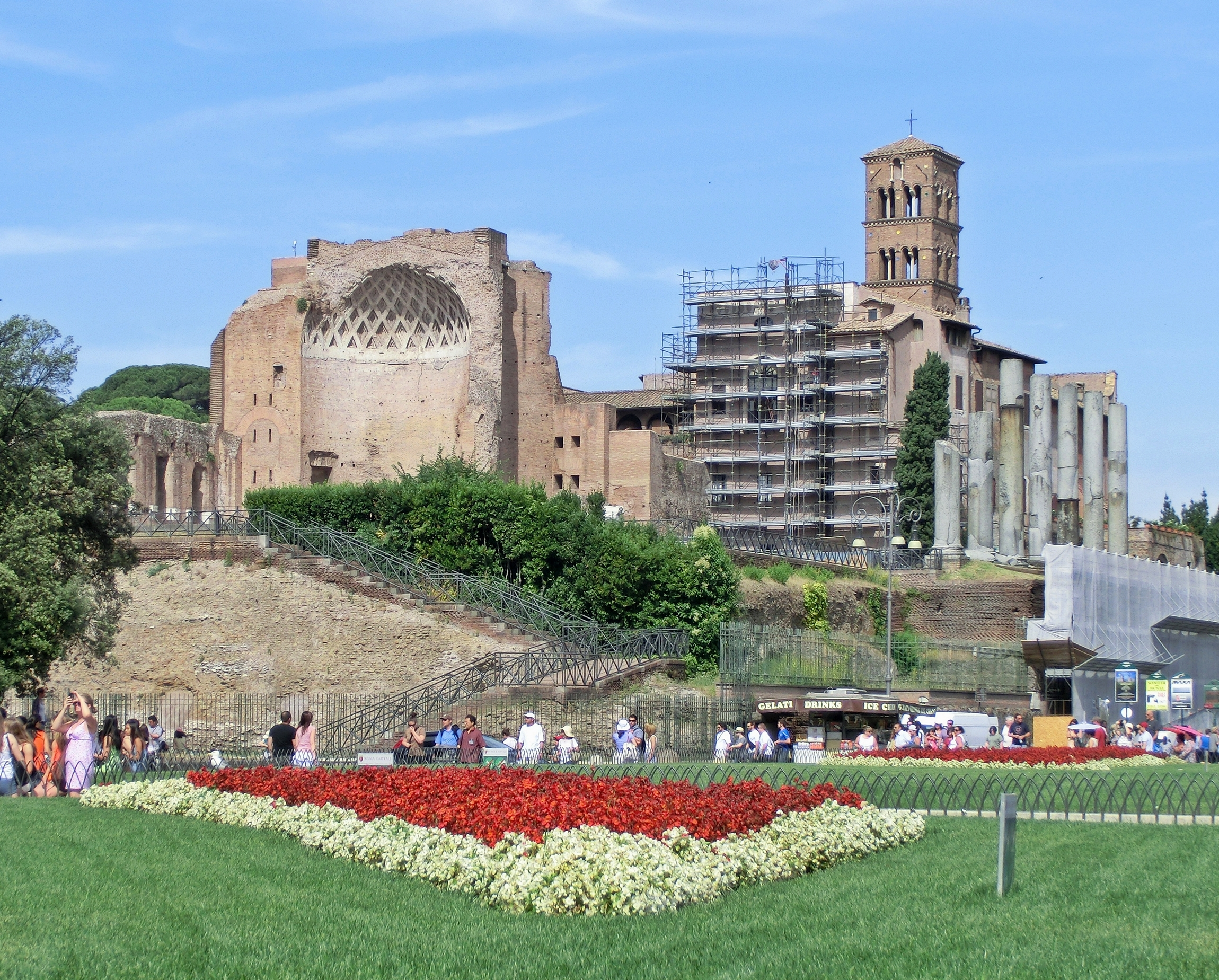
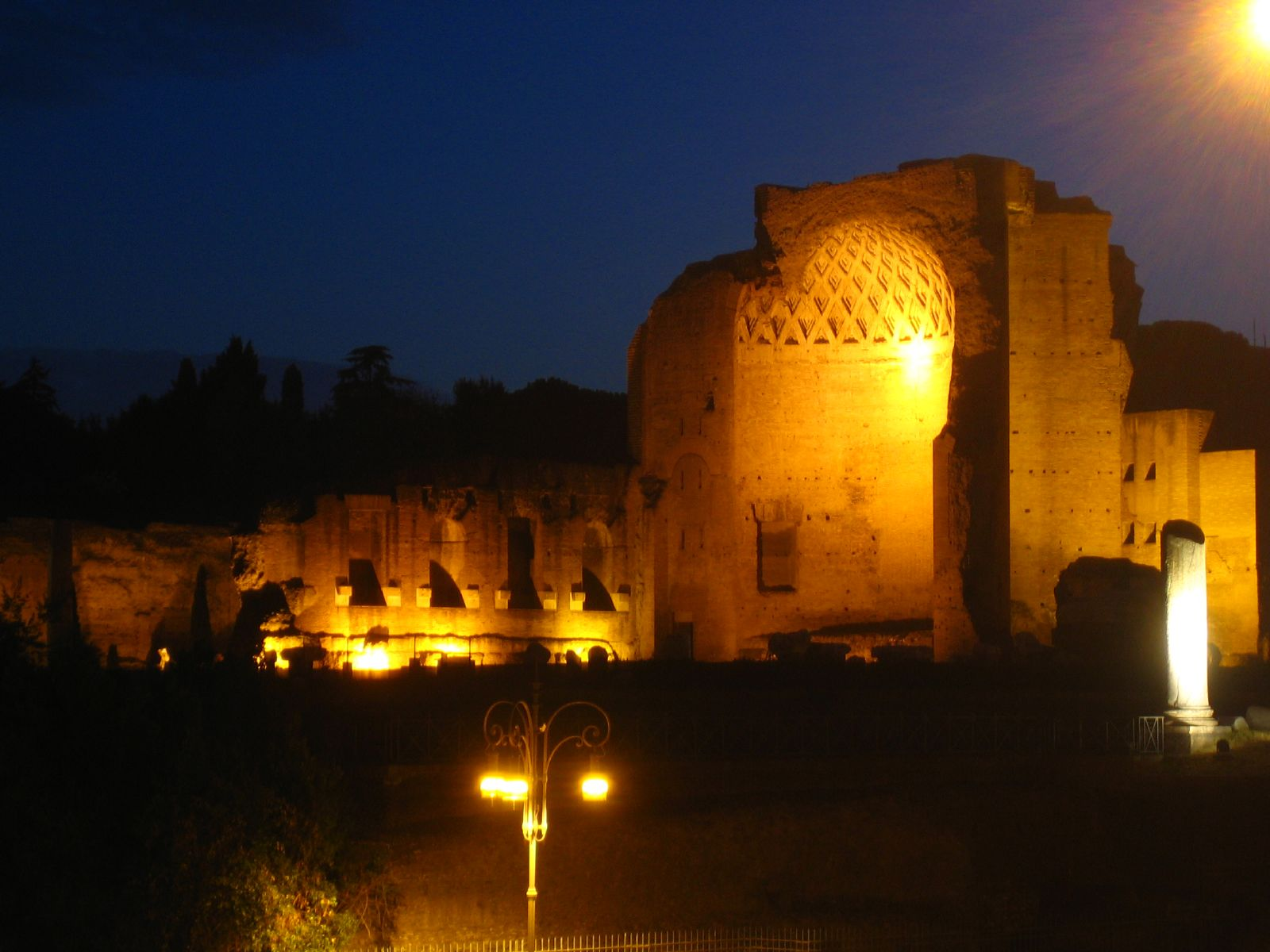
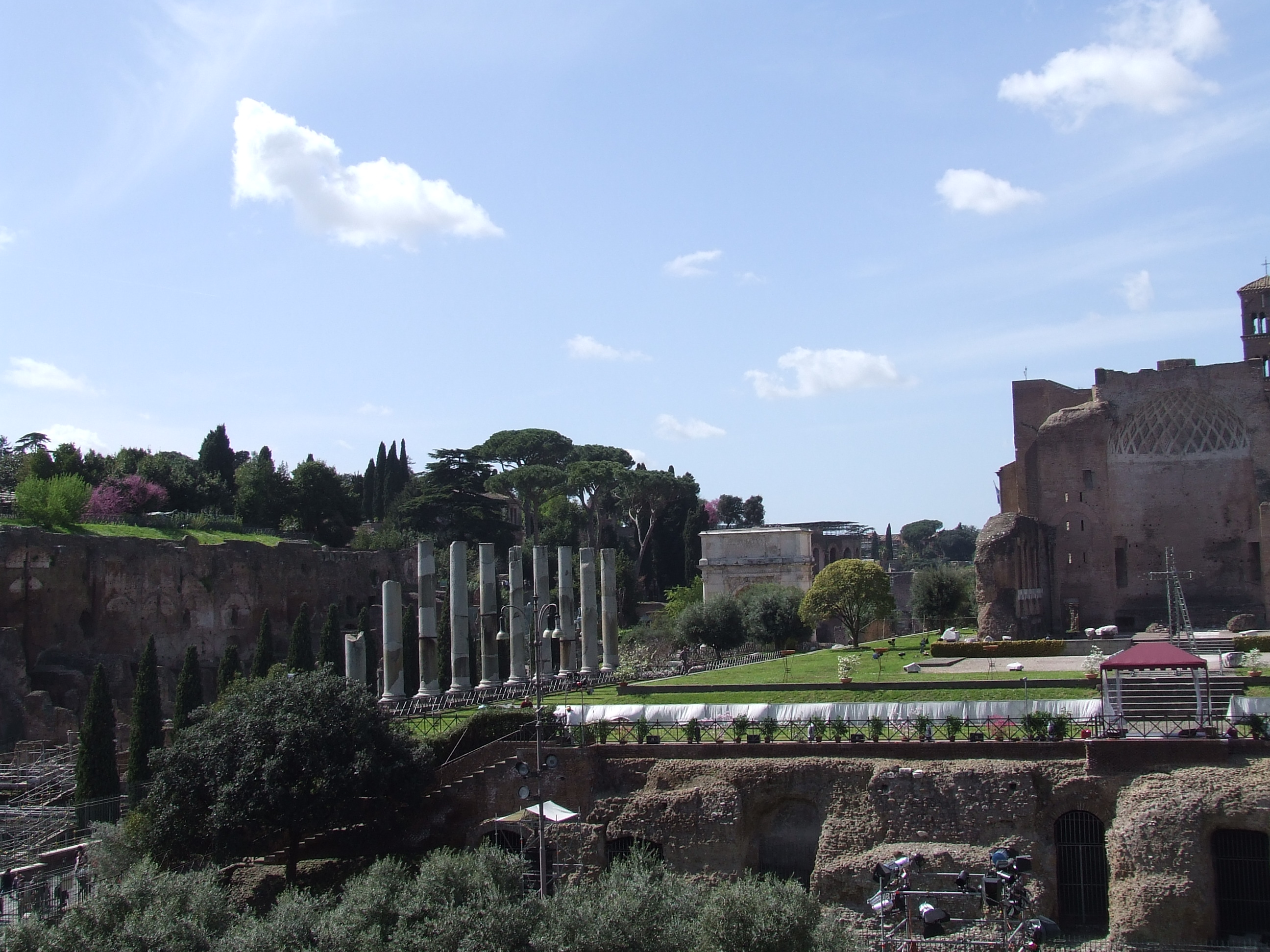
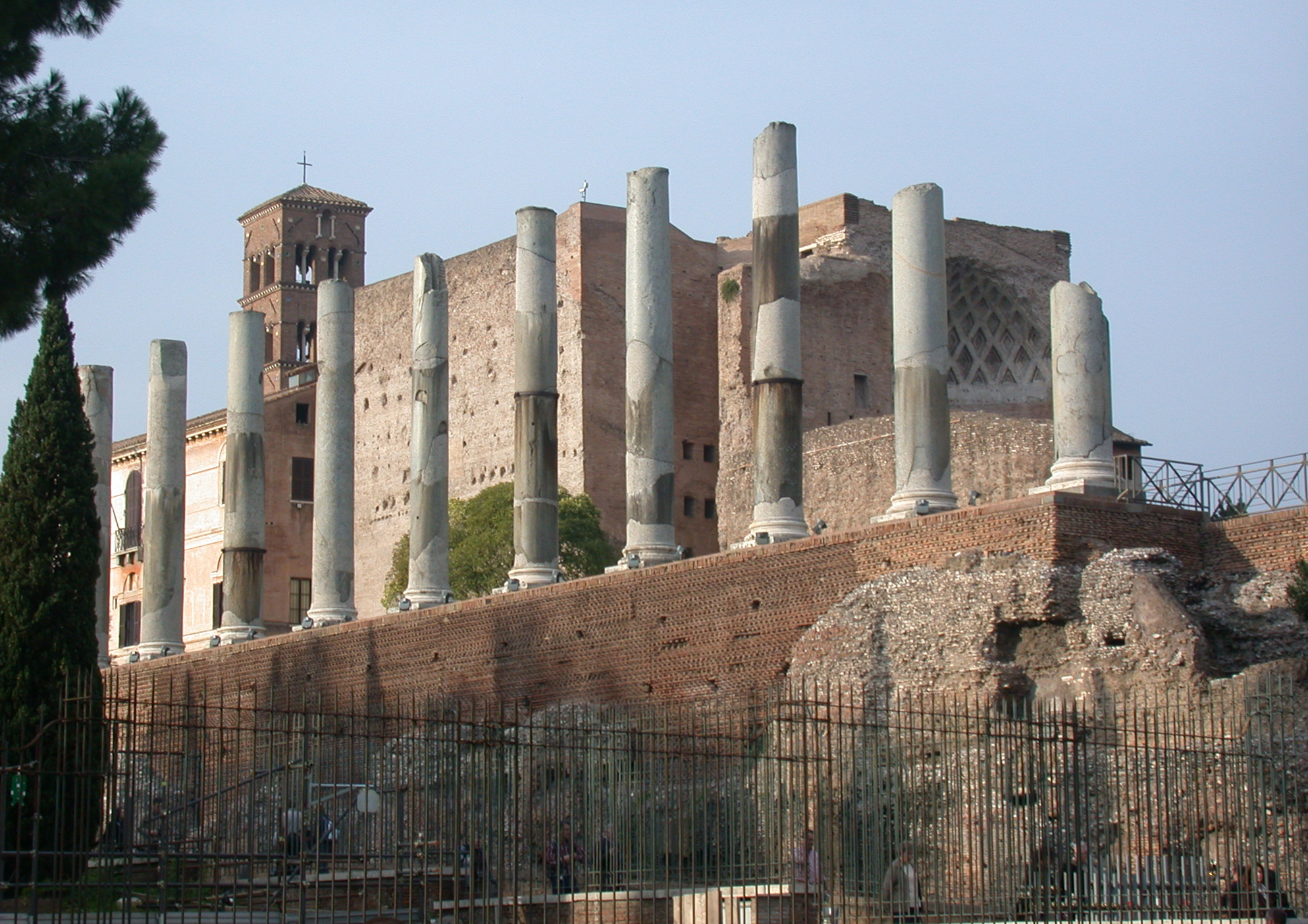
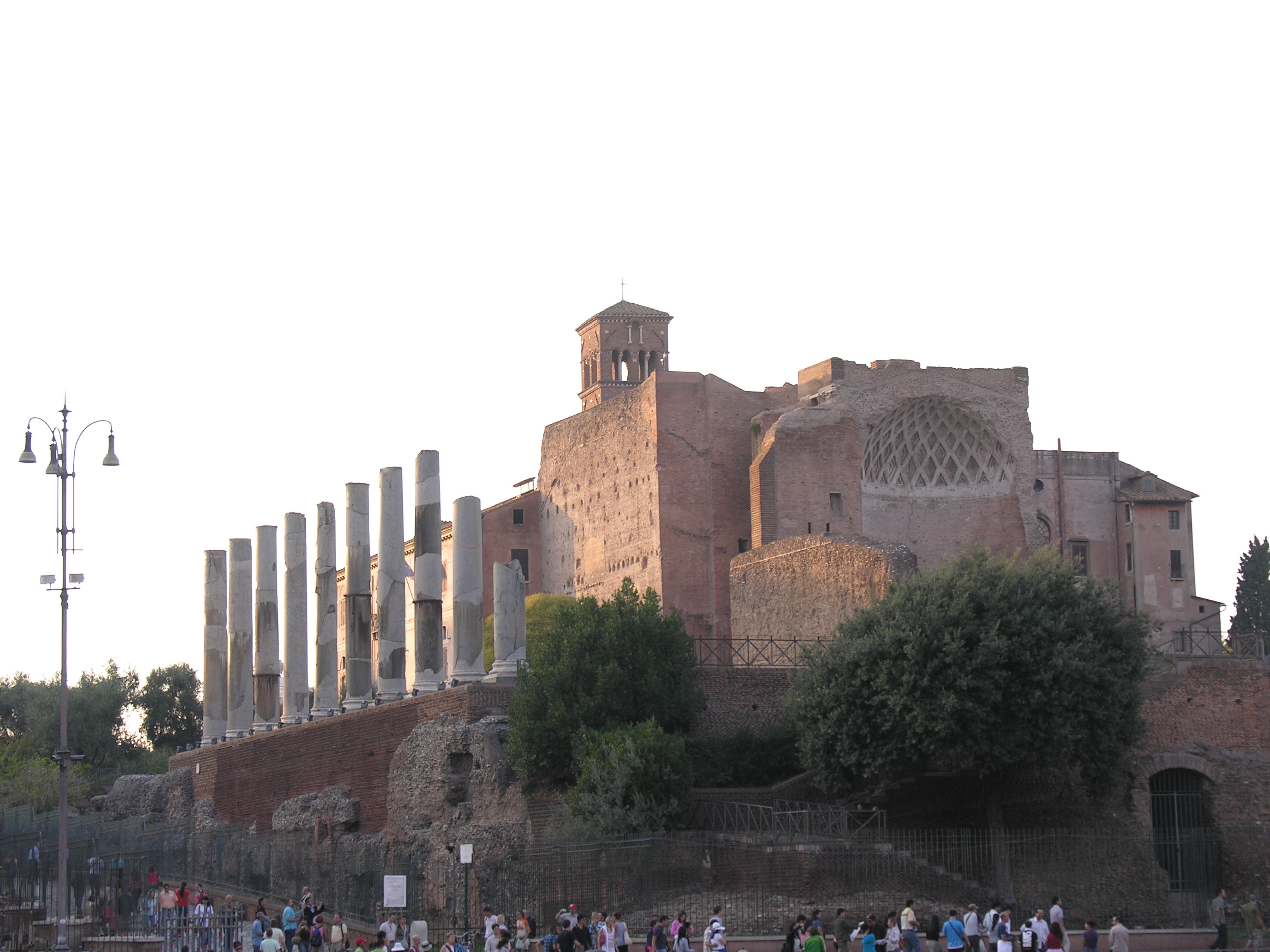
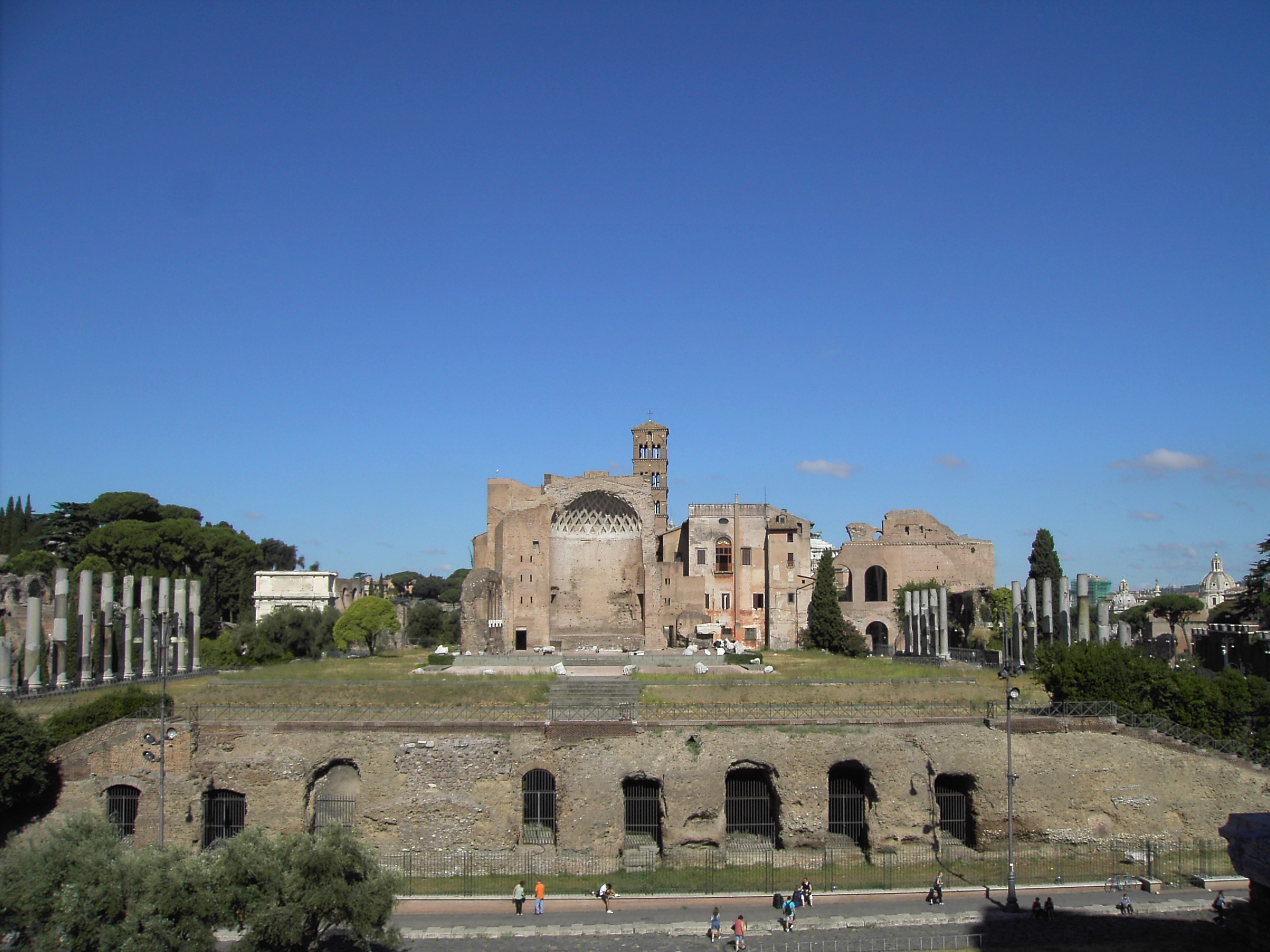
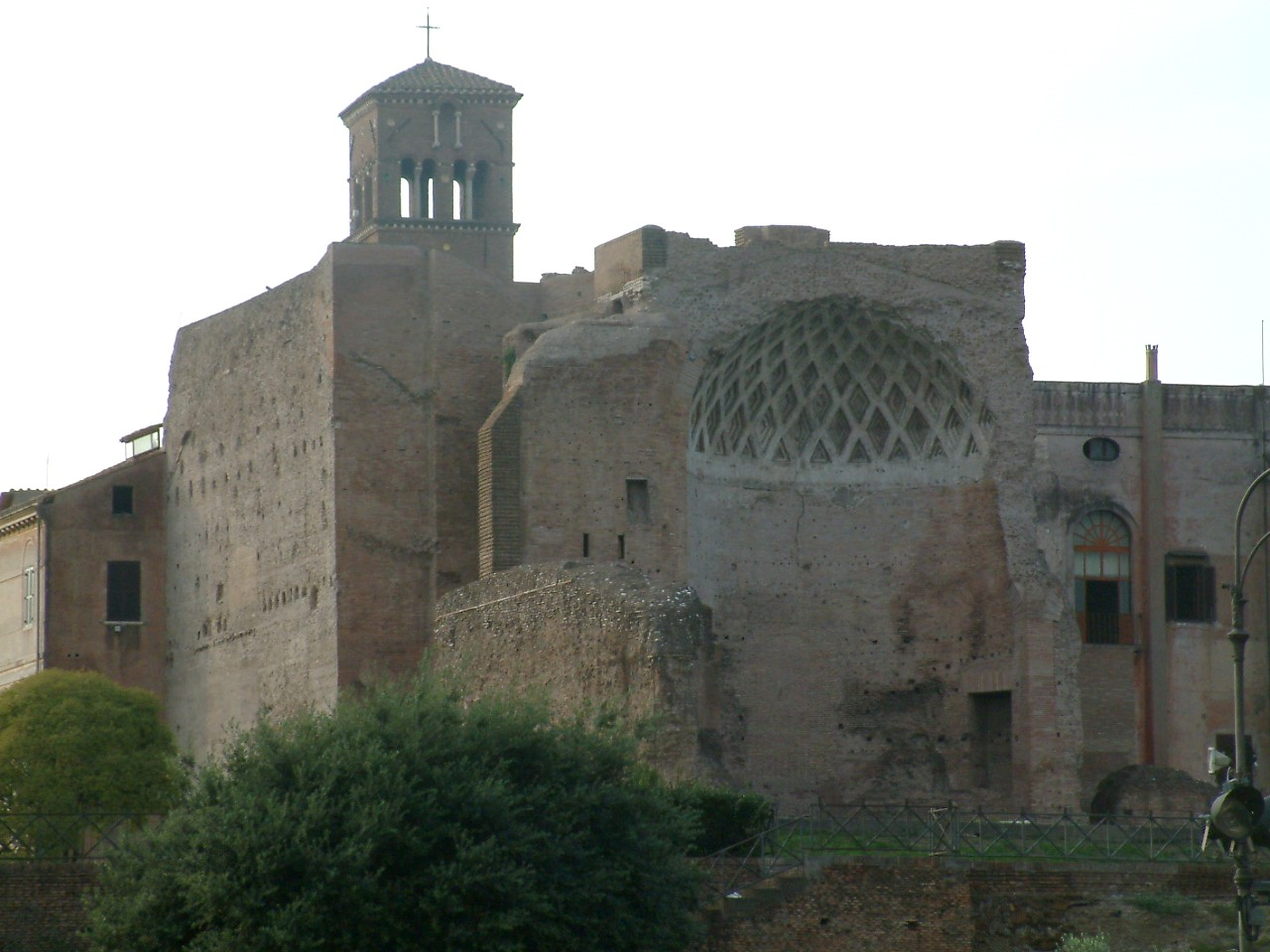
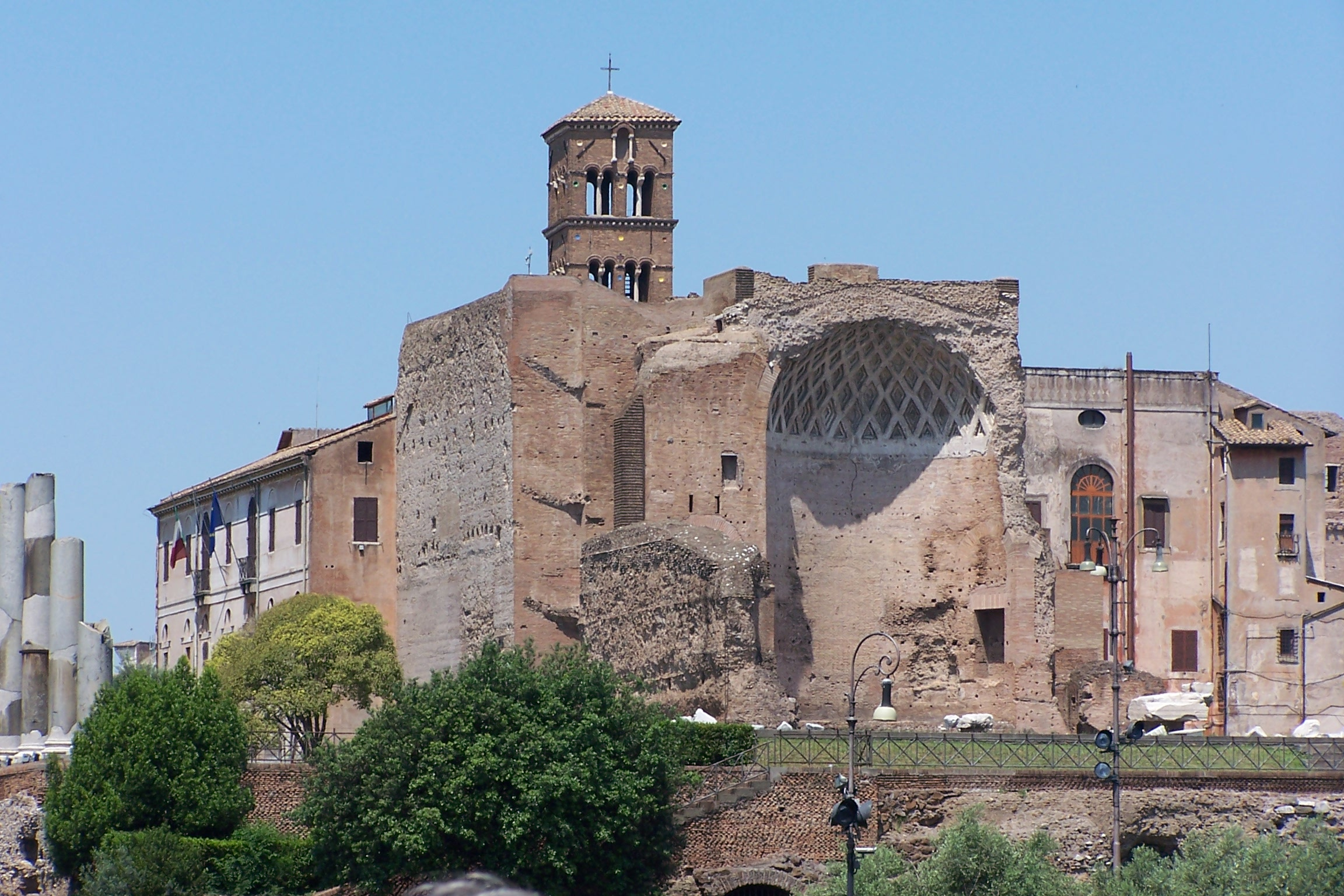
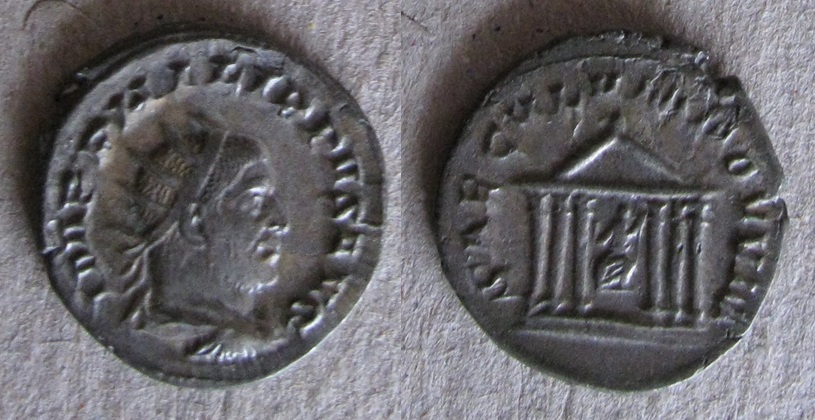
На монетах Філіпа Араба
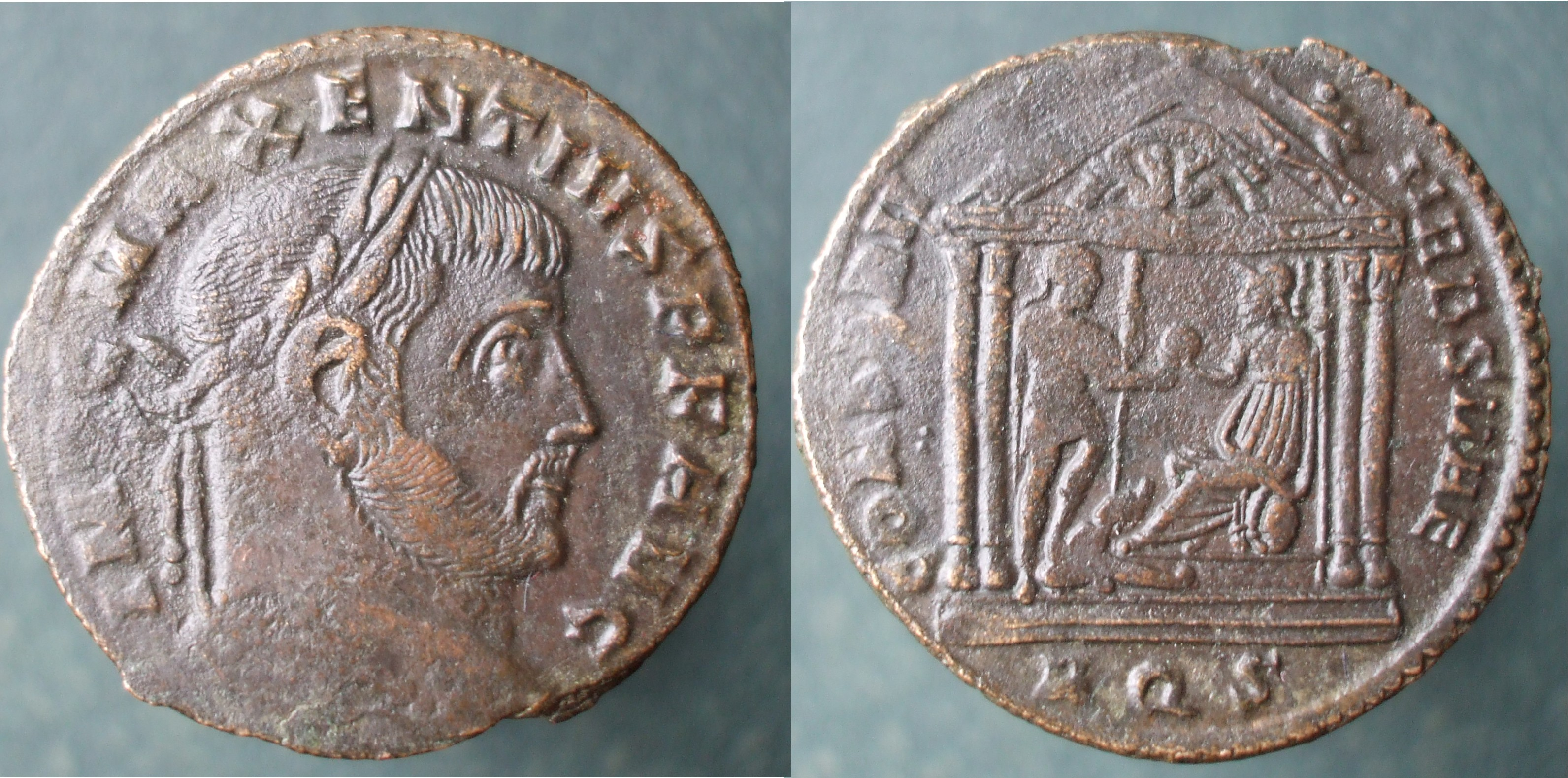
На монетах Максенція